# Anthomyia pullulula
Anthomyia pullulula este o specie de muște din genul Anthomyia, familia Anthomyiidae, descrisă de Fan în anul 1984. Conform Catalogue of Life specia Anthomyia pullulula nu are subspecii cunoscute.